# بمیستون (آلاباما)
بمیستون (به انگلیسی: Bemiston) یک منطقهٔ مسکونی در ایالات متحده آمریکا است که در شهرستان تالادیگا، آلاباما واقع شده‌است. بمیستون ۱۷۰٫۹۹ متر بالاتر از سطح دریا واقع شده‌است.